# Tibor Pleiß
Tibor Pleiß (Bergisch Gladbach, 2 de noviembre de 1989) es un jugador de baloncesto alemán que pertenece a la plantilla del Panathinaikos B.C. de la A1 Ethniki griega. Con sus 2,21 metros de altura, juega en la posición de pívot.

## Trayectoria deportiva

### Europa
Comenzó su carrera profesional en el RheinEnergie Köln en 2006, con 17 años de edad. Jugó sólo en seis partidos de la liga alemana y en dos más de la ULEB Cup, promediando 1,7 puntos y 1,0 rebotes en los apenas tres minutos de media por partido.
Jugó dos temporadas más en el equipo de Colonia, hasta que en 2009 fichó por el Brose Baskets. con una mejor marca anotadora de 26 puntos ante Phoenix Hagen. Jugaría durante dos años más en el Brose Baskets, después pondría rumbo a España, donde jugaría 3 temporadas, dos en el Saski Baskonia  y una en el FC Barcelona. 

### NBA
Fue elegido en la trigésimo primera posición del Draft de la NBA de 2010 por New Jersey Nets, quienes traspasan sus derechos junto a los de Jordan Crawford a Atlanta Hawks a cambio de Damion James. Los Hawks sin embargo deciden traspasar sus derechos a Oklahoma City Thunder a cambio de dinero. A pesar de ello Pleiß continuó jugando en Europa.
En verano de 2015 firma por los Utah Jazz, equipo en el que debuta en la NBA, convirtiéndose en el octavo alemán en debutar la liga a lo largo de la historia.

### Regreso a Europa
[actualizar]
El 8 de agosto de 2024 firmó con el Trapani Shark de la Lega Basket Serie A, donde permanece hasta el 26 de febrero de 2025, cuando ficha por el equipo griego del Panathinaikos B. C., para ocupar el puesto del lesionado pívot francés Mathias Lessort.

### Selección nacional
Debutó con la selección alemana en la categoría sub-18, en el Campeonato de Europa de 2007, donde promedió 10,6 puntos y 9,2 rebotes por partido. Tras pasar por la categoría su-20, debutó con la selección absoluta en el Eurobasket 2009, donde jugó en tres partidos en los que promedió 1,3 puntos y 1,0 rebotes.
Al año siguiente participó en el Mundobasket de Turquía, donde jugó 6 partidos, en los que promedió 8,2 puntos y 6,0 rebotes, con una mejor actuación ante la selección de Jordania, logrando 23 puntos y 9 rebotes.

## Estadísticas de su carrera en la NBA

### Temporada regular
| Año     | Equipo | PJ | PT | MPP | %TC  | %3P  | %TL   | RPP | APP | ROB | TPP | PPP |
| ------- | ------ | -- | -- | --- | ---- | ---- | ----- | --- | --- | --- | --- | --- |
| 2015-16 | Utah   | 12 | 0  | 6.8 | .440 | .000 | 1.000 | 1.3 | .2  | .1  | .2  | 2.0 |
| Total   | Total  | 12 | 0  | 6.8 | .440 | .000 | 1.000 | 1.3 | .2  | .1  | .2  | 2.0 |